# Verena Sailer
Verena Sailer, född den 16 oktober 1985 i Illertissen, är en tysk friidrottare som tävlade i kortdistanslöpning. Hon avslutade karriären i september 2015.
Sailer slutade femma på 100 meter vid VM för juniorer 2004 med tiden 11,49. Hon deltog vid EM i Göteborg men blev utslagen i semifinalen på 100 meter. Även vid VM i Osaka blev hon utslagen, denna gång i kvartsfinalen.
Hennes stora genombrott kom när hon blev bronsmedaljör vid inomhus-EM i Turin på 60 meter. Hon deltog på VM 2009 i Berlin där hon tog sig till semifinalen men blev väl där utslagen. Vid EM 2010 gjorde hon karriärens hittills bästa lopp då hon vann guldet 100 meter på det nya personliga rekordet 11,10.

## Personliga rekord
- 100 meter - 11,10 från 2010